# Ejército Popular Sandinista
El Ejército Popular Sandinista (EPS) fue el ejército regular que existió en Nicaragua entre 1979 y 1994, reunía originalmente a las milicias del Frente Sandinista de Liberación Nacional (FSLN).
El EPS resultó de la desarticulación total de la Guardia Nacional de Nicaragua, ejército familiar que respondía a la dinastía somocista y leal al dictador Anastasio Somoza Debayle y que de hecho fue combatida antes del triunfo de la Revolución Sandinista por los principales cuadros militares fundadores. 
La estructura general del EPS y su capacidad militar tuvieron un desarrollo sin comparación en tan sólo 5 años para potenciar la defensa del país.

## Formación
El jueves 19 de julio de 1979 triunfó la Revolución Sandinista con la rendición de la GN. El teniente coronel Fulgencio Largaespada Báez firmó la rendición incondicional ese mismo día, pues el lunes 16 por la noche el dictador general Anastasio Somoza Debayle renunció a la presidencia ante el Congreso Nacional reunido en el Hotel Intercontinental Managua (actual Hotel Crowne Plaza Managua) debido a las presiones del Presidente de los Estados Unidos Jimmy Carter y la Organización de los Estados Americanos (OEA), en la madrugada del día siguiente martes 17 huyó del país hacia Miami, Florida, Estados Unidos, poniendo fin al régimen somocista. 
Su sucesor Francisco Urcuyo Maliaños (quien hasta entonces era Presidente del Congreso), afirmó que se quedaría en el poder hasta 1981 y no se lo daría a la Junta de Gobierno de Reconstrucción Nacional (JGRN) y le dijo al FSLN "Como Presidente de la República excito a las fuerzas irregulares a deponer las armas, no ante nada ni ante nadie, sino ante el Altar de la Patria", pero en la noche del miércoles 18 de julio también huyó con rumbo a Guatemala.
El viernes 20 de julio los cinco miembros de la JGRN entraron a la capital Managua Sergio Ramírez, Alfonso Robelo, Violeta Barrios de Chamorro (viuda del director mártir del diario La Prensa), Daniel Ortega Saavedra y Moisés Hassan Morales, provenientes de la ciudad de León, hacia la Plaza de la República (rebautizada como Plaza de la Revolución) y allí leyeron el Estatuto Fundamental y varios Decretos Ejecutivos, publicados en los Números 1, 2, 3 y 4 de La Gaceta, Diario Oficial, del 16 al 19 de agosto, los cuales contemplaron la desintegración de la GN y sus dependencias: 
- la Escuela de Entrenamiento Básico de Infantería EEBI (que encabezó el mayor Anastasio Somoza Portocarrero hijo de Somoza Debayle y Hope Portocarrero),
- las Brigadas Especiales contra Actos Terroristas BECATS,
- la Oficina de Seguridad Nacional OSN,
- el oficialista Partido Liberal Nacionalista (PLN),
- la prohibición de sus estatuas, efigies, nombres, cuadros, en todo el país, etcétera.

El artículo 24 del Estatuto Fundamental contemplaba la creación de un nuevo Ejército Nacional, conformado por miembros del FSLN y de la GN que hubiesen mostrado buena conducta honesta y patriótica.
El 22 de agosto del mismo año fue creado el Ejército Popular Sandinista (EPS), mediante el Decreto n.º 53 de la JGRN, publicado en La Gaceta n.º 12 del 18 de septiembre, separando las funciones de ejército y policía pues la Guardia Nacional tenía ambas funciones a la vez.
Tres días después se fundó la Policía Sandinista (PS), que en 1994 se despolitizaría y se cambiaría el nombre a Policía Nacional (PN). 
El primer y único comandante en jefe del EPS fue Humberto Ortega Saavedra, uno de los nueve miembros de la Dirección Nacional del FSLN.

## Integración
Las fuerzas terrestres del EPS estaban compuestas por:
- los Batallones de Lucha Irregular (BLI),
- las Tropas Guardafronteras (copiados de los países comunistas de Europa Oriental),
- las Milicias Populares Sandinistas (MPS),
- las Cooperativas de Auto-Defensas (CAD) (integradas por campesinos militantes del FSLN) Cabe aclarar que la existencia de estas cooperativa no formaban parte orgánica del ejército. Si bien sus miembros  estaban armados por el ejército, se debía a la necesidad de defender la propiedad donde laboraban. Sus integrantes eran campesinos sin tierras que adquirieron del gobierno el terreno necesario para subsistir con sus familias. Estas cooperativas estaban por todo el país, pero las de la zona en conflicto se veían en la necesidad de armarse pues era sabido que serían tomadas como objetivos militares por las tropas de la contra.

También se incluyen:
- la Fuerza Aérea Sandinista / Defensa Anti-Aérea
- la Marina de Guerra Sandinista

Todos estos órganos tenían en común la lucha contra el imperialismo y la contrarrevolución, de igual manera la fidelidad al sentimiento de preservación patriótico y socialista .El ejército contaba con el asesoramiento de expertos militares cubanos y soviéticos, contando también con la colaboración de guerrilleros e internacionalistas de países como Chile y Argentina.El EPS tenía muchas bases militares en todo el país.

## Milicias Populares Sandinistas
Las Milicias Populares Sandinistas (MPS) surgieron de forma voluntaria con anterioridad al 19 de julio de 1979, para reforzar la lucha armada urbana contra la dictadura somocista.En realidad, el grueso de los combatientes que se enfrentaron a la Guardia Nacional eran de reciente integración en aquellos momentos. Fue cuando la facción de los "insurreccionales" tomó la iniciativa de atacar objetivos urbanos, lo que luego se generalizó cuando las otras tendencias del FSLN se sumaron a la iniciativa. Esto traía como consecuencia que la Guardia Nacional reaccionara con mucha represión a lo interno de las ciudades y eran los jóvenes los más perseguidos, encarcelados y ejecutados de manera arbitraria por las BECAT o la OSN. Muchos de estos muchachos y muchachas se integraban a la guerrilla por su seguridad y fue así que en poco tiempo la guerrilla se engrosó. Pero en esos momentos ninguno de los dirigentes del FSLN hacía la diferencia entre los viejos combatientes y los de recién ingreso: Todos eran combatientes del FSLN.
Fue solo días después del triunfo de la guerrilla, cuando se empezó a hacer la diferencia entre lo que se llegó a llamar combatientes históricos ( Esto aparte de los dirigentes históricos) a los de antigua integración y milicianos a los más recientes. Los primeros, llegaron a a ocupar puestos secundarios en las nuevas instituciones. Y muchos de los segundo llegaron a formar parte de lo que vino  a ser las nuevas fuerzas de seguridad que incluía al nuevo ejército.
Luego del triunfo de la revolución, las Milicias Populares Sandinistas fueron oficializadas el 15 de febrero de 1980 en base al Decreto n.º 313 de la Junta de Gobierno de Reconstrucción Nacional de La República de Nicaragua, 
cuya letra indica: 
Artículo 1.- “Créanse las Milicias Populares Sandinistas como una organización de carácter nacional y que estará bajo la dirección del Ministerio de Defensa.
En sus inicios fue Jefe Nacional de las MPS el Comandante Guerrillero y Comandante de Brigada Edén Pastora Gómez.
Entre los años de 1983 a 1990, el EPS logró estructurar veintiocho Brigadas de MPS. Estas brigadas estaban integradas por 4 o 6 Batallones. Se organizaron ciento cincuenta Batallones de MPS, destinados a la defensa de las localidades, unidades de producción, cooperativas y objetivos específicos.
Al mismo tiempo que se formaban estas unidades, también lo hacían las unidades de la resistencia en territorio hondureño. Así que estas nuevas tropas de milicianos vinieron a ser la fuerza operativa con lo que contaba el gobierno sandinista para contrarrestar los primeros ataques de los contras que se empezaron a dar en la zona norte del país. Fueron estas unidades de milicianos, con poca preparación militar y armados con fusiles semiatomáticos, la mayoría del tipo Vz y con algunas armas de los remanentes que aun quedaban de la Guardia Nacional, que enfrentaron  a los primeros grupos de contras.
Cabe destacar, que las milicias de las zonas de Jinotega, Matagalpa y parte de las Regiones autónomas fueron las que llevaban la peor parte  pues sus miembros eran oriundos de esos mismos lugares. Muchos de ellos pertenecían a las cooperativas agrícolas o eran peones cafetaleros de fincas ubicadas justamente en las zonas de operaciones de los contras. Pero también operaban otros batallones de  de zonas urbanas de la zona de occidente y Managua. Estos hacían presencia cuando la presión de los contras era demasiado peligrosa para las poblaciones urbanas.

## Batallón de Lucha Irregular (BLI)

### Reseña histórica
Durante la guerra civil de la década de los ochenta, el EPS inició la formación de doce Batallones de Lucha Irregular (BLI) en el período de 1983 a 1985. Originalmente, estas unidades de infantería móvil fueron denominados Batallones de Destino Múltiple (BDM) por la versatilidad de tácticas y misiones que debían cumplir. Sin embargo, en la medida en que la guerra se establecía principalmente en las regiones agrestes y montañosas del norte-centro, el Caribe y el sur-este del país, la forma de combate más común era la lucha antiguerrilla, por lo que se afianzó el término "Batallón de Lucha Irregular". Su formación surgió como respuesta al creciente poderío militar y dominio territorial de las fuerzas rebeldes aglutinadas bajo el nombre de Fuerza Democrática Nicaragüense (FDN, posteriormente Resistencia Nicaragüense), que realizaban esfuerzos militares para derrocar al gobierno del Frente Sandinista de Liberación Nacional, de tendencia marxista. La FDN superaba la capacidad bélica de las unidades regulares y de milicia hasta entonces existentes.

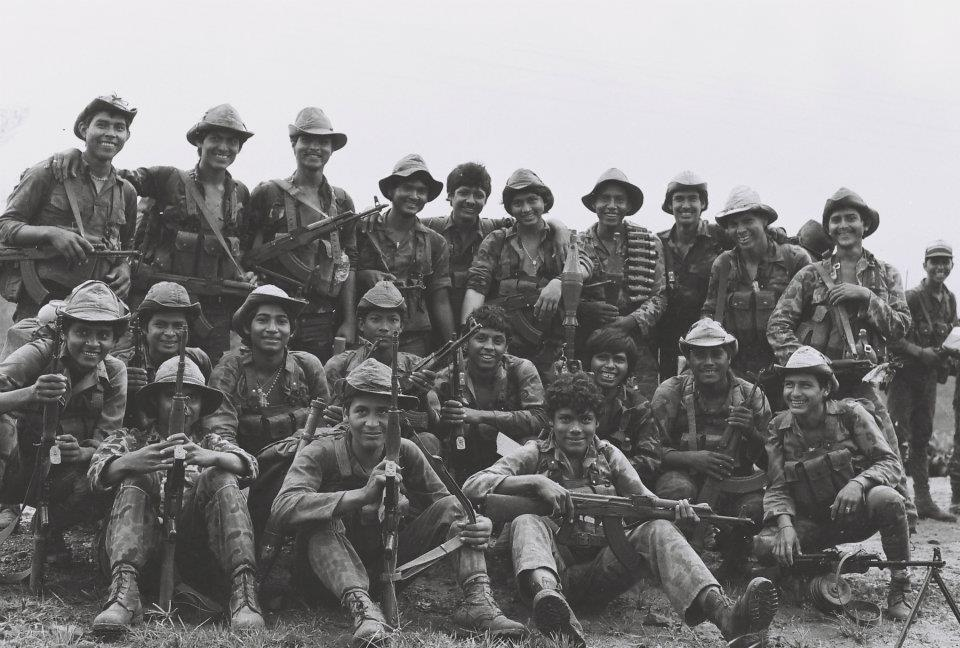
Miembros del Batallón de Lucha Irregular "Sócrates Sandino"

Antes que ellos, el peso de las operaciones recaía sobre los llamados Batallones de Infantería de Reserva (BIR) formados por milicianos. Estas unidades formadas por hombres de todas las edades y con una preparación muy elemental se integraban de forma "voluntaria" y eran enviados a combatir a una guerrilla con todas las características de una tropa de élite de cualquier ejército. Su armamento era superior, su equipo personal era envidiable (el mismo que usaba los soldados de cualquier ejército de Centroamérica). Fue entonces cuando apareció en el escenario una unidad de combate diferente, formada por soldados permanentes y bien preparados. Poco se sabía de esa unidad pero comenzó a rumorearse de que era muy buena en la lucha que se estaba dando en las montañas. Era el Batallón de Lucha Irregular "Simón Bolívar". Esas eran las circunstancias del momento y fue cuando se empezó a generalizar la creación de los demás batallones de lucha irregular con los nuevos reclutas del servicio militar recién establecido por ley.
El servicio militar permitió la conformación de estas unidades de lucha irregular y también el fortalecimiento con personal de otras unidades de apoyo como las unidades de artillería, tropas guarda fronteras etc. Pero el grueso de los nuevos reclutas una vez concluido el período de entrenamiento era enviado a los BLI   donde no tenían que esperar mucho para verse envueltos en los constantes combates que se daban. 
la calidad combativa de estas tropas se mantenía inalterable a pesar de las bajas sufridas a diario y por el licenciamiento que se otorgaba a los chicos que ya cumplían con su período de dos años. Pues cada nuevo contingente de reciente graduación que era enviado a reemplazarlos eran repartidos entre todas las pequeñas unidades operativas donde habían muchachos con diferentes etapas en su período de servicio militar, pero ya con experiencia combativa suficiente. 
El objetivo primero de los BLI era lograr el desgaste de las fuerzas enemigas mediante la persecución constante, forzar la batalla, el cerco y aniquilamiento, la incursión y destrucción de bases de entrenamiento y abastecimiento enemigas, tanto en el interior del país, como en territorio extranjero. 
Desde su aparición en el escenario bélico de la guerra de la década de los ochenta en Nicaragua, a inicios de 1984, los Batallones de Lucha Irregular, formados como unidades élite de combate, se forjaron el prestigio de ser la principal fuerza de choque del otrora poderoso Ejército Popular Sandinista. Disponían de alta movilidad terrestre y aérea, y su principal terreno de operaciones lo constituían las tierras altas montañosas del centro y norte del país, así como las llanuras selváticas del Caribe nicaragüense, además de las regiones del sur de Honduras. Muchos sitios adquirieron celebridad a causa de las operaciones defensivas de los BLI en el interior del país, entre ellos Batitán y Poncaya, Wina, Kininowás, Bolinkín, Cerro Cantagallo, San Juan del Río Coco, Bocay, Plan de Grama, La Penca, Kantayawás, Caño Jorgito, Volcán Malacate-El Pericón, La Trinidad-Llano Largo, Cerro El Trueno, Cerro Bayuncún, San Pedro de Kilambé.

### Campañas extranjeras
Los BLI tomaron también parte en incursiones a gran escala realizadas por el EPS a las regiones fronterizas del sur de Honduras, donde se asentaba la mayor parte de las bases militares de la llamada Resistencia Nicaragüense, el Comando Estratégico de la misma y era además, territorio donde el Ejército de Estados Unidos realizaba frecuentemente maniobras conjuntas con las Fuerzas Armadas de Honduras. Así mismo, tomaron parte en la destrucción de campamentos rebeldes en territorio de la vecina Costa Rica, que servía de base de la organización antigubernamental ARDE (Alianza Revolucionaria Democrática), una mescolanza de opositores al régimen sandinista y antiguos camaradas del partido de gobierno, sin ninguna relación con la Resistencia Nicaragüense.  
Durante las invasiones del EPS a Honduras, eran comunes los enfrentamientos entre unidades guardafronteras y de Lucha Irregular contra fuerzas combinadas del Ejército hondureño (unidades élite "Cobras" y tropas blindadas) y de fuerzas de tarea y comandos regionales de la Resistencia Nicaragüense, por los cuales se hicieron célebres sitios como Arenales, Yamales, Banco Grande, Las Vegas y La Lodoza, entre otros, en territorio hondureño; La Penca y Sarapiquí, en Costa Rica. En 1988 con la operación Danto 88 obligó a los estadounidenses a enviar refuerzos para evitar el aniquilamiento de los Contras.

### Composición
Los oficiales al mando provenían en su mayoría de la casta de antiguos guerrilleros del FSLN, con experiencia militar que databa desde las guerras contra el gobierno de Anastasio Somoza Debayle, antes de 1980. Los soldados en su inmensa mayoría eran jóvenes reclutas nicaragüenses que cumplían con la llamada "Ley del Servicio Militar Patriótico" (similar a la existente en la mayoría de los países del mundo, con carácter obligatorio), a la par de muchos reclutas voluntarios que no alcanzaban aún la edad de alistamiento o la habían superado. No era excepcional encontrar entre las fuerzas de los BLI a oficiales extranjeros en calidad de observadores y asesores, algunos de los cuales cayeron durante las refriegas contra los rebeldes. Se destacaron cubanos, chilenos. Pero también hubo combatientes de primera línea como fue la brigada Carlos Luis Fallas donde casi 300 militantes de partidos de la Izquierda de Costa Rica,  se integraron a esta lucha.
El comandante de batallón era un oficial con rango de capitán. El segmento "administrativo" de BLI se conformaba de una Plana Mayor, dirigida por un Jefe de Plana, y estaba compuesta de los oficiales de más alto rango en el batallón. Se aglutinaba como unidades de apoyo la sección de Tanques y Transportes (TyT), que gestionaba el manejo de los medios mecánicos y de transporte: camiones de transporte de fabricación soviética y alemana (del este), Unidad de Retaguardia, Unidad de Comunicaciones militares, Registro y Control de personal y cuadros, unidad de contra-inteligencia militar, Puesto Médico y Control de armamento. Ocasionalmente le eran supeditados a un BLI piezas de artillería de largo alcance, como cañones de 122 mm y 155 mm, artillería reactiva con unidades coheteriles autopropulsadas BM-21, medios blindados y unidades aéreas como los helicópteros de transporte MI-8 y de combate MI-24 blindados. También no era raro que junto con las pequeñas unidades que operaban se sumaran muchachos que pertenecían a la Defensa Antiaérea. Su misión era abatir los aviones que abastecían de pertrechos a los contras en el interior del país. Se usaba para este fin el misil tierra-aire de fabricación soviética C2Mbr.
El núcleo bélico de un BLI lo formaban seis compañías de 120 hombres cada una. Cada compañía tenía tres pelotones, los que a su vez lo conformaban tres escuadras de diez hombres respectivamente. La compañía disponía de una unidad de exploración ("flecha", "cazadores", etc), dos pequeñas escuadras: una de mortero y una de lanzagranadas múltiple. La compañía tenía un jefe de la compañía con rango de teniente o primer teniente, un sargento mayor, un oficial de contra-inteligencia, un oficial de información, un oficial político y un francotirador. Cada pelotón contaba con un ametralladorista de apoyo.
La unidad básica de un BLI era la escuadra, compuesta por diez hombres.  Cada escuadra de infantería irregular disponía de un jefe de escuadra, siete fusileros, un operador de lanzacohetes RPG-7 y un operador de ametralladora liviana RPK. El arma de reglamento de los fusileros era el fusil de asalto Kalashnikov, en sus versiones soviética AKM y norcoreana. Esta dotación proporcionaba a las unidades BLI un alto poder de fuego, con capacidad de lanzar terribles ofensivas y asaltos precedidas por densas barreras de plomo.

### Armamento
Estos batallones fueron unidades con alta capacidad de maniobra y poder de fuego. El enfoque principal en su modus operandi era la contrainsurgencia, la ofensiva y ataque, la capacidad para ejecutar misiones de combate tanto en terreno irregular como con tácticas de guerra convencional. El romper los fuegos en cada refriega o combate con disparos de lanzacohetes portátiles antitanque RPG-7, de fabricación soviética, se convirtió en una típica usanza de los BLI. 
- AKM con culata plegable, para oficiales,
- Pistola Makarov para oficiales
- AKM soviético o norcoreano,
- Ametralladora ligera RPK,
- Ametralladora media PKM,
- Lanzacohetes antitanque portátil RPG-7,
- Cañones automáticos antiaéreos dobles ZSU-23-2,
- Morteros de 82 mm,
- Lanzagranadas automático AGS-17 (conocido como "araña")
- Fusil de francotirador Dragunov, fusil de francotirador semiautomático

### Adiestramiento
El adiestramiento de estas unidades estuvo a cargo de asesores cubanos y vietnamitas, además de oficiales nicaragüenses formados en distintas academias militares de Europa del Este, la antigua Unión Soviética, pero sobre todo en Vietnam, Cuba y Palestina, los que transmitieron su experiencia militar a los nóveles militares en disciplinas claves como tácticas de ataque y ofensiva, táctica de guerrillas, explosivos, artes marciales, lucha cuerpo a cuerpo, camuflaje, cuerpo médico, inteligencia militar, supervivencia en entornos hostiles, armamento liviano, artillería liviana, comunicaciones, exploración, francotiradores, exploración de artillería, condicionamiento físico. Resalta la disciplina denominada "ejércitos enemigos", donde se impartìa a fondo detalles sobre formación, tácticas, información de inteligencia y armamento de las fuerzas armadas de EE. UU. en Honduras, del ejército hondureño, el ejército de El Salvador y de las fuerzas de la Resistencia Nicaragüense.
No obstante, fue objeto de crítica por parte de observadores y especialistas militares extranjeros la carencia en el pensum de adiestramiento de estas unidades, de una cátedra sobre el arte de las retiradas tácticas y estratégicas. Contrario al dominio que ejercían las fuerzas rebeldes sobre este aspecto, se experimentó la poca habilidad de los unidades de BLI para ejecutar ordenadamente un repliegue desde territorio enemigo extranjero, tal como sucedió reiteradamente en Honduras, donde quedaron abandonados los cuerpos de cientos de combatientes de lucha irregular caídos en batalla, junto con sus armas.  También fue evidente esta carencia en situaciones de emboscadas en carreteras, cuando la unidad de lucha irregular era superada en número y posiciones por parte de sus rivales. Gran parte de esta deficiente capacidad táctica de repliegue y aún en operativos de ataque era la falta de suficientes medios de comunicación. En aquéllos escenarios de terreno accidentado y lleno de vegetación, el control de un jefe sobre su unidad desplegada no podía ser eficiente si no sabía donde estaban sus soldados o en que dirección avanzaban o retrocedían. Dar una orden a tientas y a gritos se hizo común en los combates por falta de estos medios, sobre todo en las pequeñas unidades como la escuadra.

### Unidades fundacionales
1. BLI "Simón Bolívar"
2. BLI "Germán Pomares"
3. BLI "General Francisco Estrada"
4. BLI "Coronel Santos López"
5. BLI "General Miguel Ángel Ortez"
6. BLI "Coronel Rufo Marín"
7. BLI "General Juan Pablo Umanzor"
8. BLI "Farabundo Martí"
9. BLI "Coronel Sócrates Sandino"
10. BLI "Coronel Ramón Raudales"
11. BLI "General Juan Gregorio Colindres"
12. BLI "General Pedro Altamirano"
13. BLI "Heriberto Reyes"
14. p.u.f.e PEQUEÑAS UNIDADES DE FUERZAS ESPECIALES  "

## Batallones Ligeros Cazadores
De 1984 al 1990 surgieron los Batallones Ligeros Cazadores (BLC), que eran pequeñas unidades de lucha irregular conformadas por tres compañías y pequeñas unidades de aseguramiento combativo y de servicios. Con capacidad de maniobra y poder de fuego. Operaban en el territorio bajo responsabilidad de las Brigadas de Infantería a las cuales se subordinaban. La principal misión de estas nuevas unidades era la de mantener la presencia permanente en las zonas que ya estaban controladas por el gobierno. Esto se lograba también con la creación agrupaciones llamadas Copetes. Eran destacamentos de 70 a 100 hombres ubicados de forma permanente en zonas agrestes y aisladas con la misión de proteger comarcas productivas y proyectos de gran envergadura. En estas zonas, los BLC entraban en acción cuando se hacía evidente la presencia de grupos importantes de la resistencia con objetivos de recuperar cierto control del lugar.

## Armamento
El Ejército Popular Sandinista estuvo armado al inicio con los fusiles de asalto FN FAL belga (de calibre 7,62 mm), IMI Galil israelí y M16 estadounidense (ambos de calibre 5,56 mm).
Las MPS usaban en sus inicios el fusil semiautomático checoslovaco Vz.52/57 de 7,62 x 39; más adelante, 
a partir de 1981, los sustituyeron el fusil de asalto AK-47 y las ametralladoras RPK (ambas armas empleaban la misma 
munición del Vz. 52/57) y PKM de 7,62 x 54 R, al igual que el fusil de francotirador Dragunov de la misma munición; 33 unidades 
del tanque medio T-55, bazucas RPG-7, cañones D30, 
misiles 
antiaéreos SAM-7 y lanzacohetes Katyusha o Katiuska, fabricados en la Unión Soviética. 
El arma ligera más usada fue el AK-47 fabricado en la URSS y sus países satélites del Pacto de Varsovia (Alemania Oriental, Polonia, Bulgaria, Rumania y Hungría), al igual que Cuba y Corea del Norte. Mientras que la Contra era financiada por el gobierno estadounidense de Ronald Reagan y la Agencia Central de Inteligencia CIA.
La Fuerza Aérea Sandinista FAS (actual Fuerza Aérea de Nicaragua) tenía los enormes helicópteros MI-17 y MI-24, dos de los cuales (uno de cada tipo) fueron derribados por aviones caza hondureños, y algunos otros fueron por los misiles antiaéreos Red Eye de la Contra, la cual operaba desde el sur y el este de Honduras y el norte y el noreste de Costa Rica. 
El EPS usaba los jeeps UAZ, camiones IFA y Zil los cuales transportaban las Katiushas. La Contra usaba las armas capturadas al EPS y la FAS al igual que el fusil de asalto Tipo 56 chino, los AK-47 y RPG-7 soviéticos, polacos y cubanos. 
También contaban para la detección de los abastecimientos con raderes de fabricación soviética como los P-18, P-19 y P-37 así como altímetros PRV-16 y PRV-13.

## El Servicio Militar Obligatorio
El Decreto n.º 1327 de la Junta de Gobierno de Reconstrucción Nacional del 13 de septiembre de 1983 (en la víspera de la celebración de las fiestas patrias y el 127 aniversario de la batalla de San Jacinto), publicado en La Gaceta, Diario Oficial, n.º 228 del 6 de octubre del mismo año, la Ley del Servicio Militar Patriótico (SMP) la cual creaba dicho organismo que no era más que el servicio militar obligatorio para los varones de 18 a 40 años de edad y las mujeres lo prestarían de forma voluntaria.
Este es el órgano más controversial del EPS, pues en la práctica los adolescentes de 16 a 18 años eran capturados por las Fuerzas de Prevención  de la Policía Sandinista en los colegios públicos, privados y subvencionados, universidades, discoteca,sfiestas, calles, etc. Pero también los jóvenes del campo, hijos de pequeños agricultores o peones de las grandes fincas cafetaleras en el norte del país eran eficientemente registrados en las oficinas zonales del SMP. De manera que no quedó muchacho alguno cuya edad fuera de los 17 a los 25 años, que quedara fuera de este registro. Para este fin se organizaron pequeñas unidades de milicianos conocedores del entorno territorial, a la que le era asignada una área geográfica determinada donde cada día hacían el recorrido para registrar en las listas de la oficina zonal, a cada muchacho. En ese tiempo aún no se hacía uso de algún carnet o cédula de identidad. Así que varios muchachos fueron empadronados y hasta reclutados basándose en los criterios que sobre la edad de ellos  tenían los coordinadores de las unidades de empadronamiento o de reclutamiento. Esto  provocaba que muchos padres de familia corrieran a las oficinas del registro civil a solicitar las respectivas partidas de nacimiento  para poder comprobar que sus hijos aun no estaban o sobrepasaban la edad legal para ser reclutados.
El EPS tenía hasta ese momento unos  50,000 efectivos los que con el SMP aumentaron a 149,000.
Esta estructura abortó las expectativas de la contra de alcanzar una victoria a corto plazo, por lo que llevó a cabo una larga guerra de desgate mediante el sabotaje atacando plantas eléctricas, torres de alta tensión, puentes, bases militares, etc. contando con el respaldo de la política de terrorismo de Estado del gobierno ultraderechista de Ronald Reagan. En 1985, La Contra asumió el nombre de Resistencia Nicaragüense (RN).
Pero muchos jóvenes huían a Honduras, Costa Rica y Estados Unidos, generalmente acompañados por sus familiares o a refugiarse en los seminarios de la Iglesia católica, en los colegios, universidades, lugares de trabajo, calles casi sólo se veía a mujeres y era raro ver a jóvenes varones en ellos.

## El fin de la guerra civil
En 1988 estalló el escándalo Irán-Contra o Irangate que era la venta de armas de forma ilegal a Irán para conseguir fondos del narcotráfico y financiar a la Contra, cuando Irán estaba en guerra contra Irak en el conflicto Irán-Irak (1980-1988); ese mismo año fue lanzada por el EPS la ofensiva Operación Danto 88 (llamada así en honor a Germán Pomares Ordóñez, un comandante guerrillero) hacia el departamento de Jinotega, empujando a la RN a territorio hondureño. Esta ofensiva, la perestroika promovida por Mijaíl Gorbachov en la URSS y las presiones de la Organización de los Estados Americanos (OEA) obligaron al gobierno del Presidente de Nicaragua Daniel Ortega Saavedra y al FSLN convocar a 21 partidos políticos a un diálogo nacional, en agosto de 1989, y se firmaron los Acuerdos de Managua que contemplaban la celebración de un proceso electoral democrático y la desmovilización de la Contra; poco después los 5 presidentes centroamericanos firmaron los Acuerdos de Esquipulas V, en Guatemala, creando la Comisión Internacional de Apoyo y Verificación (CIAV), para supervisar el desarme de los 22,000 combatientes activos de la RN.
En ese mismo mes fue creada la coalición Unión Nacional Opositora (UNO) la cual aglutinaba a 14 partidos opuestos al FSLN entre liberales, conservadores, democratacristianos, socialcristianos, socialdemócratas, socialistas y comunistas, que tenía como candidatos a la presidencia y la vicepresidencia a doña Violeta Barrios de Chamorro y Virgilio Godoy Reyes, respectivamente. El 25 de febrero de 1990 se celebraron las elecciones las que dieron la victoria a la UNO con el 54% de los votos, mientras que el FSLN quedó con 40%. 2 días después el 27 de febrero empezaron las negociaciones con la participación del expresidente de Estados Unidos Jimmy Carter, João Clemente Baena Soares (secretario general de la OEA) y Elliot Richardson, representante del Secretario General de las Naciones Unidas. Entre otras cosas se acordó la permanencia del general Humberto Ortega Saavedra como comandante en jefe del EPS, la reducción de este y el desarme de la Contra; las negociaciones terminaron el 27 de marzo llamándose Protocolo de Transición, por el cual 8 de los 14 partidos de la UNO se negaron a asistir a la toma de posesión y el 25 de abril Daniel Ortega le entregaba el poder a doña Violeta. La RN terminó de desarmarse el 27 de junio del mismo año en el municipio de El Almendro del departamento de Río San Juan, ante los delegados de la ONU y la OEA.

## Fin del EPS
El mismo día de su toma de posesión doña Violeta Barrios de Chamorro firmó el Decreto Ejecutivo No.4-90, publicado en La Gaceta del 8 de marzo de 1990, el cual suspendió de forma indefinida el Servicio Militar Patriótico (SMP). El Ejército Popular Sandinista empezó un proceso de reducción del número de sus integrantes pasando de 72,000 a 15,000 efectivos en el transcurso de 3 años. 
El 2 de septiembre de 1994 el EPS pasó a llamarse Ejército de Nicaragua (EN), se despolitizó y el 21 de febrero de 1995 Humberto Ortega le entregó la jefatura del nuevo ejército al general de ejército Joaquín Cuadra Lacayo (el mismo que participó en la toma de la casa del Doctor José María Castillo Quant el 27 de diciembre de 1974); el cual entregó el mando el 21 de febrero de 2000 a general de ejército Javier Carrión McDonough y éste el 21 de febrero de 2005 pasó el bastón de mando al general de ejército Omar Halleslleven, quien luego en febrero de 2010 le pasó el mando al general de ejército Julio César Avilés. 
El Ejército de Nicaragua celebra su día el 2 de septiembre de cada año en conmemoración a la fecha de fundación del Ejército Defensor de la Soberanía Nacional (EDSN) del general Augusto C. Sandino.
Las reformas constitucionales de 1995 cambiaron el nombre del EPS al de Ejército de Nicaragua (EN), lo que significa que este ejército no está extinto.